# 廣華醫院
廣華醫院（英語：Kwong Wah Hospital）是香港九龍的一所由東華三院成立的慈善性質的地區綜合醫院，成立於1911年，是東華三院的重要成員之一，位於香港九龍油尖旺區油麻地窩打老道25號，1991年起由醫院管理局所管理，是九龍中醫院聯網的一所主要急症醫院、神經外科和婦產科轉介中心。現任醫院行政總監是鄧錦成醫生。
廣華醫院首創綜合性乳病中心亦為病人提供全面教育、診斷、治療、輔導及康復服務。廣華醫院腦外科是醫管局轄下特定的轉介中心之一。廣華醫院亦是主要的產前檢查轉介中心之一。醫院設有婦產科日間手術及醫療中心，配合婦女普查中心提供綜合性的服務。
廣華醫院新大樓已於2023年4月投入服務，第一期新大樓建築樓面面積約145,000平方米，提供超過1,200張病床，設有14間手術室。醫院的一站式日間醫療中心，減低病人住院需要的同時，亦完善病人治療和健康管理。廣華醫院的第二期重建計劃已展開，舊大樓的主座、北翼和東翼等建築物正拆卸重建，而東華三院徐展堂門診大樓則會進行翻新。

## 歷史

### 草創時期

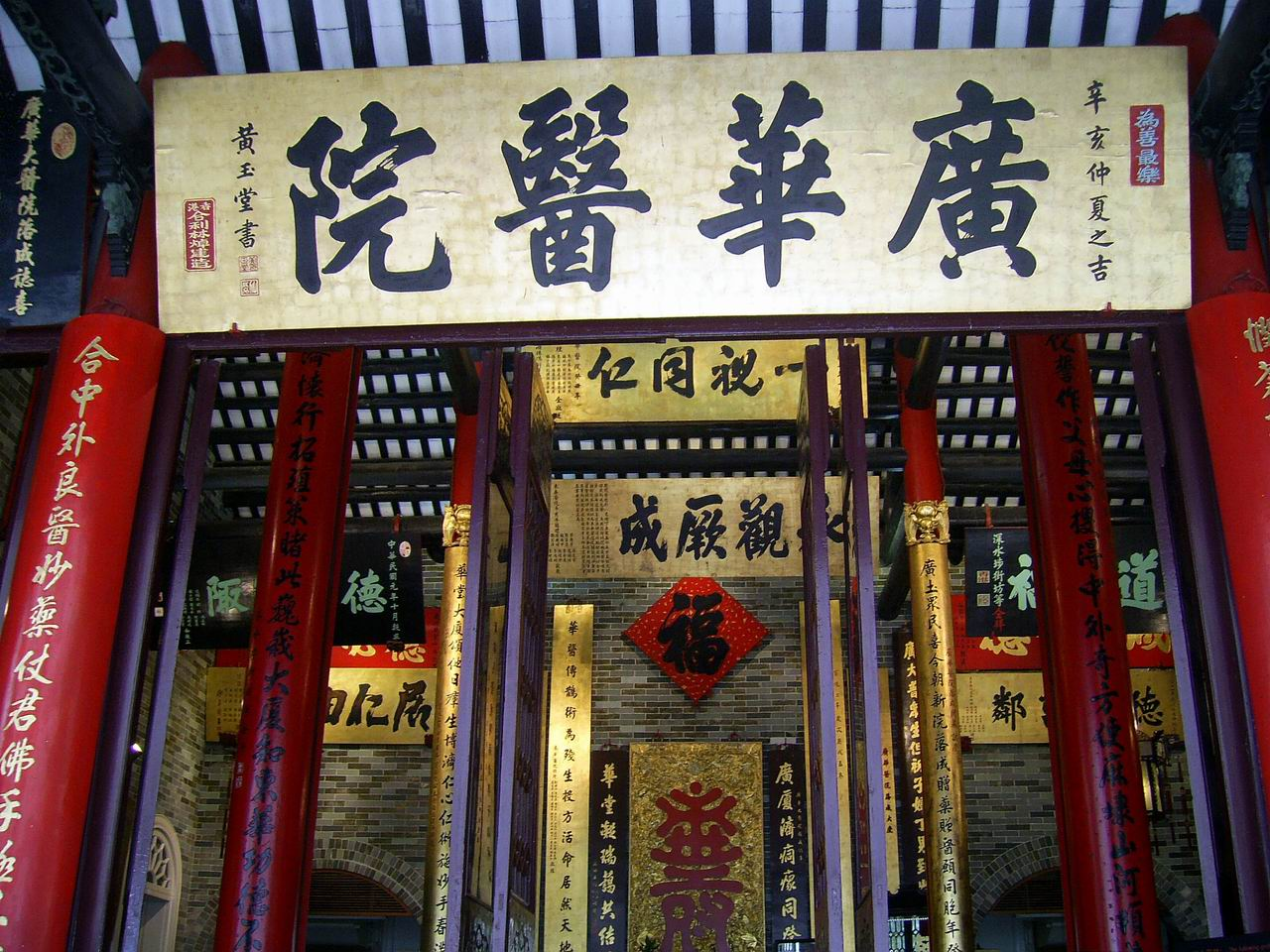
1911年落成的廣華醫院大堂

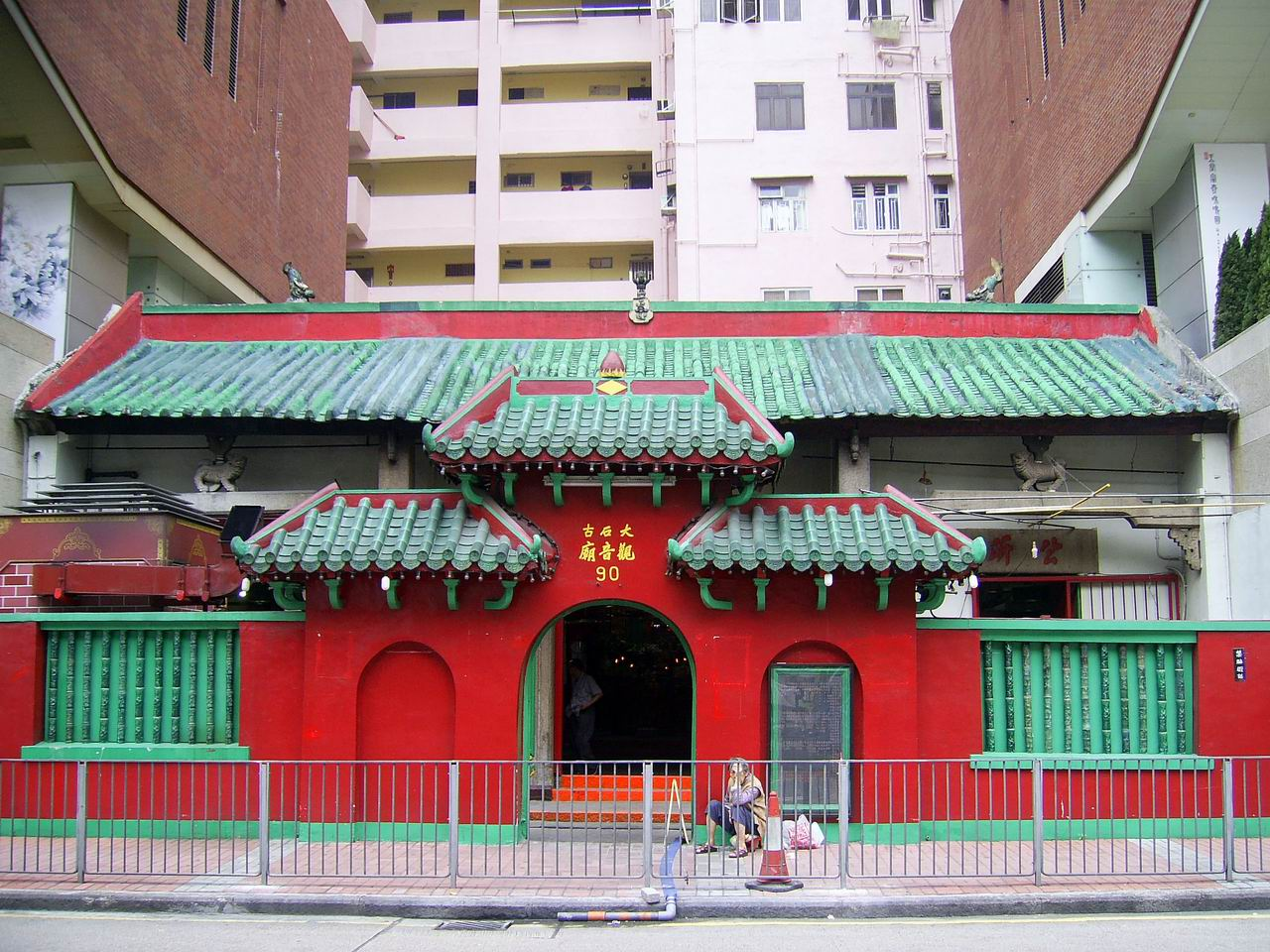
1926年重建的山東街水月宮

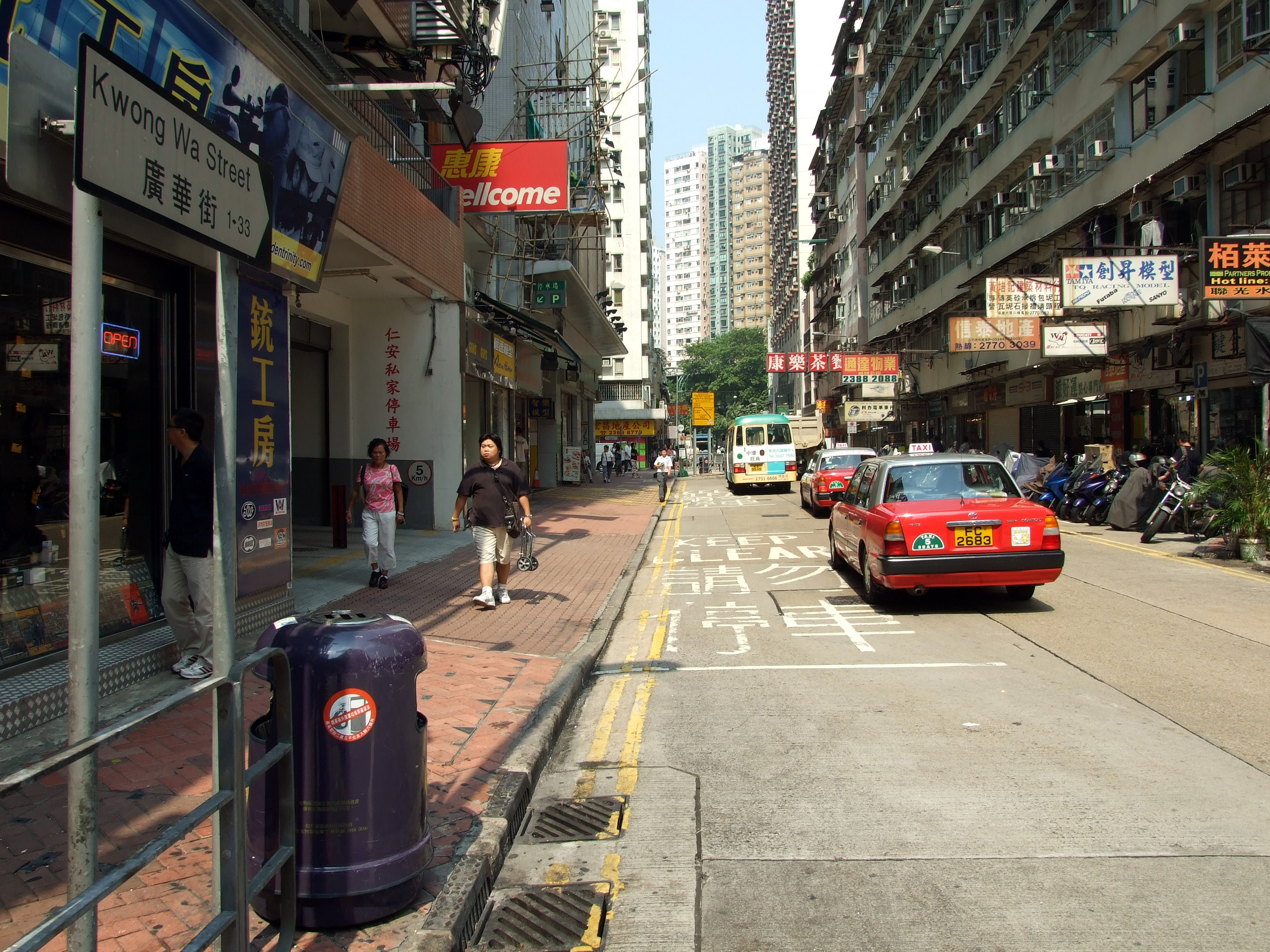
醫院側一條橫街命名「廣華街」，但英文名「Kwong Wa」與醫院「Kwong Wah」不同

廣華醫院於1911年由東華醫院董事局成立，廣華醫院是九龍半島第一所民辦慈善醫院。倡建廣華醫院董事局主席是由政府委任的著名律師及政治家何啟爵士。當時廣華醫院的名字中「廣華」意思所指出為服務廣東華人為主的意思而已。
20世紀初維多利亞港以北的九龍區並沒有醫院設施，病人需要舟車勞頓到香港島就醫。1907年一群社會賢達建議在油麻地設立小型中式醫院，以應付九龍及新界急速增長的人口。香港政府最終於1911年8月24日通過名為《1911東華醫院擴展法例》（"Tung Wah Hospital Extension Ordinance 1911"）的第38號法例，在油麻地撥地12萬3,500平方呎興建醫院，同時發放30,000港元（下同）作為發展基金及每年津貼6,500元營運支出，不足款項由當值總理補足。廣華醫院最終耗資共139,340港元，歷時5年的建造才終告落成，於1911年10月9日由港督盧吉爵士主持開幕。廣華醫院第一任值理共6位，包括陳柏朋、方建初、崔秩山、梁植初、余植卿及香文。
建院初期的廣華醫院只能收容72名住院病人，由於油麻地乃至九龍仍是低下階層社區，捐款相對位於商家雲集的上環東華醫院為少，日益面對經濟困難。1914年11月華民政務司邀請東華醫院、廣華醫院及油麻地天后廟值理舉行會議，討論廣華醫院接管天后廟以其收益補貼醫院支出，天后廟值理堅拒移交管理權，直到1928年由剛於4月成立的華人廟宇委員會出面，天后廟始將管理權及歷年存款58,000多元移交廣華醫院。1926年芒角水月宮因原址道路發展而被迫拆卸，政府撥出山東街現址及補助6,000元給水月宮重建，並撥交廣華醫院管理，補助日常開支。
曾用作登記室和診治室的大堂，是廣華醫院碩果僅存的早年建築物。它原本一層高，後因病人增加，1919年在兩側偏廳上加建一層。東華三院於1970年慶祝100周年紀念時，將大堂改為東華三院文物館，收集和保存有關東華的檔案文物。現存歷史最悠久的文物是來自荷李活道文武廟的化寶爐，年份為咸豐元年（1851年）。跟東華有關的最古老文物，則是1873年的東華醫院徵信錄。
1930年政府將法例修訂名為《東華醫院條例》（英語：Tung Wah Hospital Ordinance）以包含東華轄下三間醫院：1870年成立的東華醫院、1911年成立的廣華醫院及1929年成立的東華東院。1931年三間醫院統一辦理，由一個董事局施行決策，首任主席為顏成坤先生。

### 醫院擴建
廣華醫院董事局按社會急速增長的需求而繼續發展，1915年廣華醫院在油麻地海旁設置公共診所及碼頭以方便水上居民，但不幸在二次大戰中遭受破壞。同年，醫院推行以西醫方法進行接生。
1921年11月，廣華醫院首次招收6名護士練習生受訓和實習，為東華醫院集團首次訓練護士。翌年，廣華醫院獲熱心人士捐助50,580元增設中醫診所，於1923年啟用。1929年，廣華醫院的新產房落成，提供部份免費的產房服務，同年增建普通病房。
1921年，廣華醫院護士學校成立，1967年集中培訓註冊護士及助產士。
1931年，廣華醫院新建肺癆病房及將手術室翻新，1940年重建停屍間及1947年重建醫院廚房。1952年擴建門診部門，門診病人由1951年的110,000人次激增至1957年的258,000人次，於1958年再加建一座門診部。同時住院病床亦增加到631張，但仍未能應付需要。原護士宿舍於1952年1月4日落成，但已經不足以應付當時額外新增的人手，於1959年重建。
余朝光醫生曾於四十年代擔任廣華醫院院長
由於部分慢性病患者長期佔用病床，致使床位不足，三院決定另置初時稱為「殘廢院」的護養院收容該等病人，1952年議決建於廣華醫院內，於1954年3月落成，設有130張床位。兩年後廣華醫院計劃重建，規劃內並不包括護養院，需要另覓新址遷建，最終敲定黃大仙興建康復醫院，即是今日的東華三院黃大仙醫院。

### 第一次重建
二次大戰後香港人口急速增長，廣華醫院住院人數在1957年急升到18萬人次，包括21,000宗產科個案。兩至三名病人共用一張病床及走廊佈滿帆布床在廣華醫院內觸目皆是。1953年港督葛量洪爵士也認為廣華醫院需要重建。1955年馬會捐資25,000元聘請甘洺（Eric Cumine）設計改建廣華醫院藍本。1957年東華三院建議一項2,000萬元建築加500萬元器材費用的重建計劃。其間董事局於1958年增建可容120張病床的「丁酉病房」應付新增的病人。
龐大的重建計劃終於在1958年展開，主要工程分五期進行，預計42個月內完工，於7月14日由時任港督柏立基主持奠基典禮，第一期樓高12層的東翼大樓於1959年3月24日由華民政務司麥道軻（John Crichton McDouall）主持開幕，門診部先行啟用；1960年三院董事局將重建預算增至3,000萬元；列於第一期與第二期之間的護士訓練學校於1960年1月21日由醫務衛生總監麥敬時（David James Masterton MacKenzie）揭幕；可容超過700名護士居住的新宿舍於1960年3月30日完成；作為各座大樓總樞紐的北翼大樓於1960年5月18日舉行奠基典禮，1961年3月30日落成由麥敬時主持開幕；其餘各樓層於1961年完成裝置後，於5月18日由三院永遠顧問李耀祥主持剪綵。1963年議決陸續增建職工宿舍和中醫門診部，列為第六期工程，10月24日由非官守議員羅理基醫生主持第六期奠基暨北翼大樓啟用典禮；位於醫院西面與東翼連接的大樓初時稱為西翼大樓，但礙於「歸西」不吉利，於1964年改稱南翼大樓，同年3月18日由行政局立法局議員利銘澤主持開幕典禮。新廣華醫院總建設於1965年3月23日全部完成，重建後的廣華醫院由香港總督戴麟趾爵士主持揭幕。
重建總支出為3,415萬元，政府資助八成，前後撥出2,700多萬元，餘款由總理籌募及東華基金補足，重建後的廣華共有病床2,165張，設備齊全新穎，可稱為「設備最新型之慈善醫院」，規模設備僅次於秏資7,151萬元建成於1963年揭幕的伊利沙伯醫院。
| 期數   | 建設                     | 奠基日期         | 開幕日期       |
| ------ | ------------------------ | ---------------- | -------------- |
| 第一期 | 大樓中座、東翼、門診部   | 1958年7月14日    | 1959年3月24日  |
| 第一期 | 護士訓練學校             | 1958年7月14日    | 1960年1月21日  |
| 第二期 | 護士宿舍                 | 1959年9月25日    | 1960年3月30日  |
| 第三期 | 北翼大樓                 | 1960年5月18日    | 1961年3月30日  |
| 第四期 | 醫生宿舍                 | 1961年10月18日   | 1962年3月29日* |
| 第五期 | 南翼大樓病房（前稱西翼） | 1962年8月24日    | 1964年3月18日  |
| 第六期 | 職工宿舍、中醫門診部     | 1963年10月24日   |                |
| 全部   | 新廣華醫院總建設         | 新廣華醫院總建設 | 1965年3月23日  |

*紀念典禮

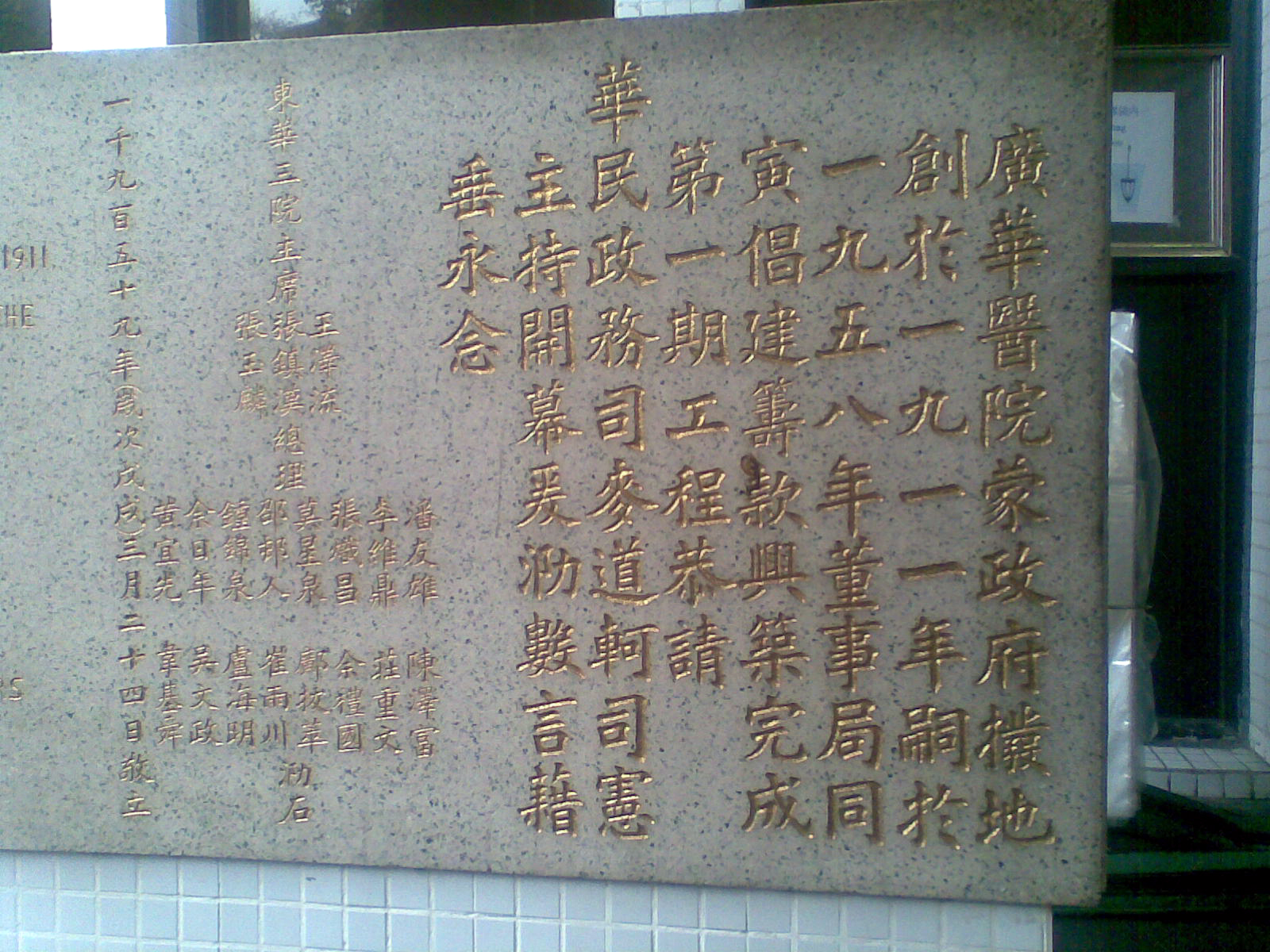
1958年第一期擴建完工紀念石

其他的工程還包括1965年的急症室，當時是整個九龍及新界區的第二個急症室，同年亦成立血庫。1968年新建醫院圖書館，同年設立的深切治療部更是全港首創。1971年廣華醫院舊大堂重新裝修並改裝成東華三院文物館。
由於醫院的化驗室服務日增，於1981年加建「余振強紀念醫療中心」。廣華醫院於1991年獲香港賽馬會捐贈設置首台電腦斷層掃描儀。

### 醫院管理局接管
1991年12月1日東華三院與新成立的醫院管理局達成協議，將廣華醫院撥交醫管局，所有醫護人員獲取與其他公立醫院相同的醫管局聘任條件。廣華醫院獲得改革管理及改善服務的機遇，新管理架構成立並聘用醫院總監及其管理團隊，令到管理權力得以下放。新管理系統開始實施，而無數改善計劃亦陸續推行。隨著醫管局實行聯網安排，廣華醫院成為九龍西聯網的一員，並獲得兩個額外衛星中心，分別是1993年加入的「牛頭角老人科日間醫院」及1994年的「尤德夫人分科診所」。

### 主要翻新及門診計劃
1995年香港政府撥出5億8,400萬元供廣華醫院主座大樓作大規模翻新修葺工程，工程分三期進期，大樓各翼因應工程推進而作暫時性封閉，整個工程為期三年。額外資金供擴建急症室及加建「李兆忠磁力共振中心」。工程於1997年全部完成，由時任政務司司長陳方安生女士主持揭幕。
有感於未來的需求而持續擴展，耗資1億6,000萬元樓高7層的「徐展堂門診大樓」於2000年1月落成投入服務。門診大樓除提供全科及專科門診服務外，並有藥房、產科門診、婦女健康普查、日間手術中心及專職醫療服務復康中心（物理治療、言語治療、醫務社會工作、足病診療及東華三院長者家居復康外展服務）等，主要提供高素質的非住院服務。
廣華醫院乘著門診部搬往「徐展堂門診大樓」，同時引進自動化登記系統。當新病人求診時，即時會獲發一張智能病人卡，上面印上病人姓名、編號及一排記錄資料的電子條碼。覆診病人只要將病人卡插入智能派籌機內，瞬息間便會收到電腦籌，印備了病人姓名、診症室號碼、輪候號碼及預約時間等資料。新系統每天處理約800名病人登記，除了縮短登記時間外，也節省病人輪診時間。新系統精簡了醫院的工作流程，透過電腦網絡，病人資料能即時傳送往其他醫療資訊系統，減少重覆輸入病人資料。新系統跟醫管局的門診預約系統（OPAS）和病人總索引（PMI）連結，互相配合，有助建立病人數據庫，提供管理資訊，以作檢討及資源分配之用。整套系統包括10萬張病人卡耗資110萬元，全數由東華三院董事局捐贈。

### 有蓋通道計劃
香港賽馬會於2000年撥款1,600萬元予廣華醫院進行設施改善工程，興建兩個分別位於醫院東翼和北翼的復康花園，以及連接醫院主要大樓的有蓋行人通道，改善醫院的環境及讓住院病人享用更理想的休養空間。

### 百年紀念
2011年為廣華醫院成立百周年，東華三院主席馬清鏗於2009年3月2日與醫院管理局主席胡定旭簽署重建項目合作備忘錄，斥資數十億元重建呈現老態的建築物，費用由政府（建築署）及東華三院攤分，定位為九龍區內全科急症醫院，以配合現代醫療發展的需要。除東華三院文物館及於2000年才建成的門診大樓外，其餘各座大樓均會拆卸重建。重建工程分兩期進行，第一期於2011年開始動工，將南翼大樓、護士宿舍、職工宿舍、行政大樓拆卸重建，預計2014年完成；第二期先將急症室遷移到第一期重建完成的大樓，再清拆及重建北翼大樓、東翼大樓、余振強紀念醫療中心等，並增建一座中醫大樓，有200張床位提供中醫住院服務。預計全部工程於2017年完成。
為慶祝成立一百周年，廣華醫院於2011年7月至翌年3月期間舉行連串慶祝活動，並於2011年6月29日假尖沙咀海港城海運大廈舉行啟動禮，特別邀請汪明荃擔任「廣華醫院百年慶典」榮譽大使，而由廣華醫院醫護人員組成的樂隊「BandOne」於典禮上獻唱百周年主題曲《一起》。慶祝活動包括廣華醫院黃昏講座系列、廣華醫院攝影比賽及相片展、火炬傳遞儀式、廣華醫院及油麻地區導賞團、兩岸四地中西醫學研討會、歷史音樂劇《百載一心》，以及「廣華『牆』青Goal Go 高」慈善步行籌款等。

### 第二次重建
廣華醫院重建計劃遲遲未能落實，而建築物則出現外牆滲水、混凝土剝落、假天花剝落、發霉及出現水漬。直到瑪麗醫院肝臟移植中心主管盧寵茂醫生於2011年接受商業電台新聞部訪問，透露瑪麗醫院70多年的大樓設計老舊，淪為第三世界水平，《左右大局》主持李慧玲發覺問題並非獨立事件，廣華醫院同樣面對設計老舊及重修無期的困難，於是發起「華麗重建行動」。
財政司司長曾俊華於《2012年至2013年度香港政府財政預算案》落實展開瑪麗醫院及廣華醫院的重建計劃，以回應香港社會的訴求，並且於2012年年底向立法會申請撥款3億港元，以進行廣華醫院的重建前期工作，於2015年就主要工程申請撥款84億港元，分2期合共8年時間完成工程。重建工程分階段拆卸5幢大樓，並且興建一幢樓高20層的日間護理服務大樓、增加非放射性腫瘤服務，整項工程將於2022年竣工，廣華醫院的總面積將會由11萬平方米倍增至20萬平方米，病床數目維持在1,200張，加強中醫及西醫結合，包括提供中醫駐院服務以及加強中醫培訓，將小部分西醫病床轉為中西醫結合病床，拓展住院服務。
2012年6月，廣華醫院重建計劃提交立法會衞生事務委員會，工程的籌備工作價格約5億2千5百萬港元，比較初時預計的3億8千萬港元增加38%。香港政府於同年8月進行招標有關於籌備工作的顧問服務，同年12月向立法會財務委員會申請，若果撥款獲批，將會可以於2013年展開籌備工作。
立法會財務委員會於2013年2月通過撥款5億5270萬予醫管局開展廣華醫院重建籌備工作，工作內容主要包括工地勘測、建築測量、調遷工程、為主要工程的大綱草圖設計、詳細設計、擬備招標文件和評審標書方面的顧問服務。廣華醫院重建計劃於稍後的2016年納入醫院管理局十年醫院發展計劃的一部分。
2016年，立法會工務小組委員會通過撥款6億5480萬港元進行廣華醫院重建第一期拆卸及下層結構工程，工程在2018年年底開展，清拆4幢醫院大樓包括主座大樓南翼、護士宿舍、行政大樓和中醫藥臨床研究服務中心。而新大樓的上層結構建築及相關工程則於2018年獲得立法會同一委員會撥款100億4930萬港元進行，工程於2019年5月展開並於2022年12月完成，新的重建大樓急症室於2023年5月31日投入服務，入口搬遷至碧街。第一期新大樓高17層以及設有兩層地庫，新急症室比舊急症室面積增加了2.6倍至6400平方米，並設有40張急症病床的急症科病房、流感症狀隔離區域等，同時設有70個等候座椅，比之前多一倍，並分開病床和部分輪椅，大大減少擁擠。新急症室亦會引入急症室電子系統以及住院病人藥物處方系統。醫院大樓亦鋪設了5G網絡，是醫院管理局轄下第一間完全鋪設5G網絡的醫院，可用於遙距醫療、遙距手術、支援中央指揮中心以及電子化系統。原有的56張隔離病床在重建後增加至60張，有需要時可將其他病床改為負壓病床，最多可同時提供150張隔離病床。新大樓亦加強日間醫療服務，設有骨科、內科、外科以及婦產科等日間醫療中心。關於第二期的工程，醫管局於2023年1月31日諮詢油尖旺區議會，並獲得支持。政府因此於2023年4月19日向立法會衞生事務委員會進行討論，預計撥款98億8380萬港元。第二期的清拆及地基工程亦已於2023年7月展開，預計2027至2028年完工。廣華醫院重建計劃第一期大樓於2023年11月28日舉行開幕典禮，並由政務司副司長卓永興主禮，出席嘉賓包括醫務衞生局局長盧寵茂教授、醫院管理局主席范鴻齡、東華三院癸卯與甲辰年主席韋浩文及何世柱（前者兼任廣華醫院醫院管治委員會主席）、醫管局行政總裁高拔陞醫生等人主持。
廣華醫院重建第一期工程完成後不久，爆出了自動門機件脫落、電線槽鍍層厚度不達標等偷工減料的事件。事件更一度造成電力系統故障，手術室需要停用，導致25宗手術需要改期。一年後，建築署公佈148項工程合約，其中185份涉及電線槽工程的合約之中，43份（即23%）不符合標準。建築署表示已經更換其中6項不符合規格批次的物料，其餘28項因需要圍封較長時間，不適宜現階段更換，並將安排加強檢查和延長物料保養期，工程費用由承建商全額支付，政府亦將不符合標準的表現納入承建商表現評核報告之中。
2023年11月，《香港01》發表偵查報道，指已投入使用的新大樓存在鍍鋅電線槽偷工減料的問題。據指，由建聯集團旗下順昌集團提供的鍍鋅電線槽存在鍍鋅層厚度的不足，現場利用厚度儀檢測顯示只有0至5.8微米。而根據政府招標文件，電線槽必須G275標準，即電線槽里外兩面的每平方米面積必須有275克鋅覆蓋，用香港政府認可的換算方程式計算，即鍍鋅層厚度須為20微米，誤差範圍在正負7微米之間，順昌集團的電線槽明顯不符合標準。
記者曾就於同年10月向醫管局查詢，局方表示此前已要求總承建商安排詳細檢測，並且委託專家進行獨立檢測，抽查結果合格。記者曾又要求醫管局提供兩次檢測的有關報告，其後11月初醫管局主動透過香港政府新聞處發佈新聞稿，稱已自行委託獨立專家覆檢，覆檢內容包括抽樣檢測電線槽鍍層厚度，檢視總承建商檢測的儀器及方法等，獨立專家稍後會提交正式報告。醫管局表示已要求承建商根據合約標準的規定提交報告，詳細交代物料是否符合相關標準規定及確保工程的質素。對於有不符合標準的情況，會責成承建商跟進採取必要的補救措施，並嚴肅追究責任，若涉及刑事成份，會轉交執法部門跟進。另一方面，醫管局表示電線槽鍍層厚度不涉及樓宇結構安全，亦不會影響病人及員工安全。

#### 第二次重建工程圖集

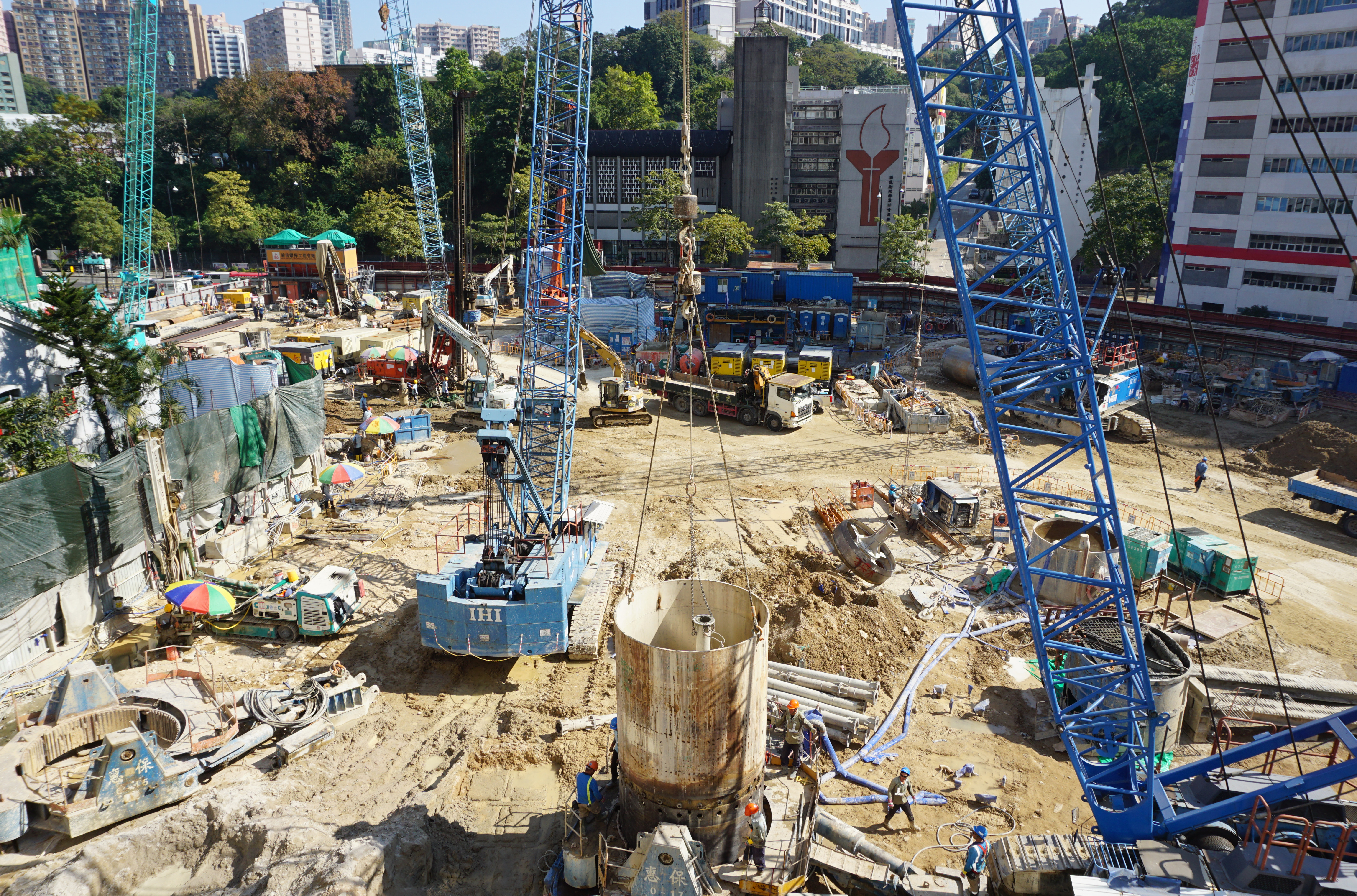
正進行地基工程的第一期重建地盤（2017年12月）
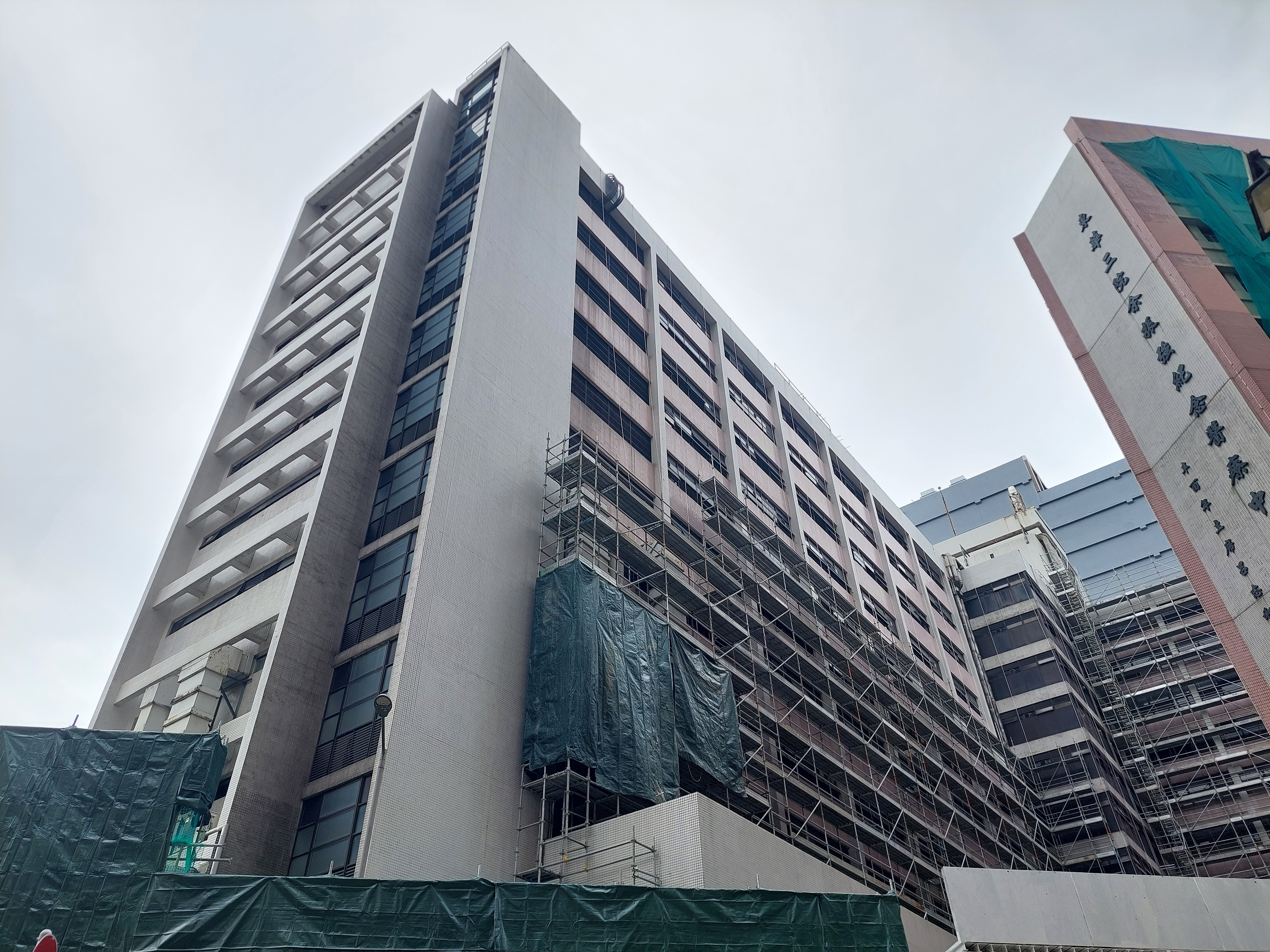
準備拆卸的第二期重建地盤（2023年12月）

## 管理
廣華醫院於1991年12月1日加入醫院管理局，並於2002年10月1日納入新成立的九龍西醫院聯網。2016年12月1日起，廣華醫院改為納入九龍中醫院聯網。
由醫院行政總監帶領的管理結構，分別由2名總經理、1名高級財務經理分別主管護理事務、行政事務、財政事務，再聯同各個臨床專科的部門主管們組成的管理架構，負責監察醫院的日常運作及發展。而由東華三院董事局成員、醫管局行政總裁及公眾知名人士組成的醫院管治委員會則於1991年12月13日成立，負責監察醫院管理事宜。

## 設施

### 第二次重建前
醫院佔地20,990平方米，包括7幢大樓：
1. 主座大樓：是一座綜合東、北、南三翼的12層高大樓，設有各專科病房及急症室
2. 東華三院余振強紀念醫療中心：樓高11層，設有病理部所有實驗室、老人日間醫院及演講廳
3. 東華三院徐展堂門診大樓：樓高7層，設有門診服務及輔助醫療部門
4. 東華三院廣華醫院-香港中文大學臨床研究服務中心：提供中醫專科門診及日間服務
5. 護士宿舍
6. 行政大樓（前醫生宿舍）
7. 職工宿舍

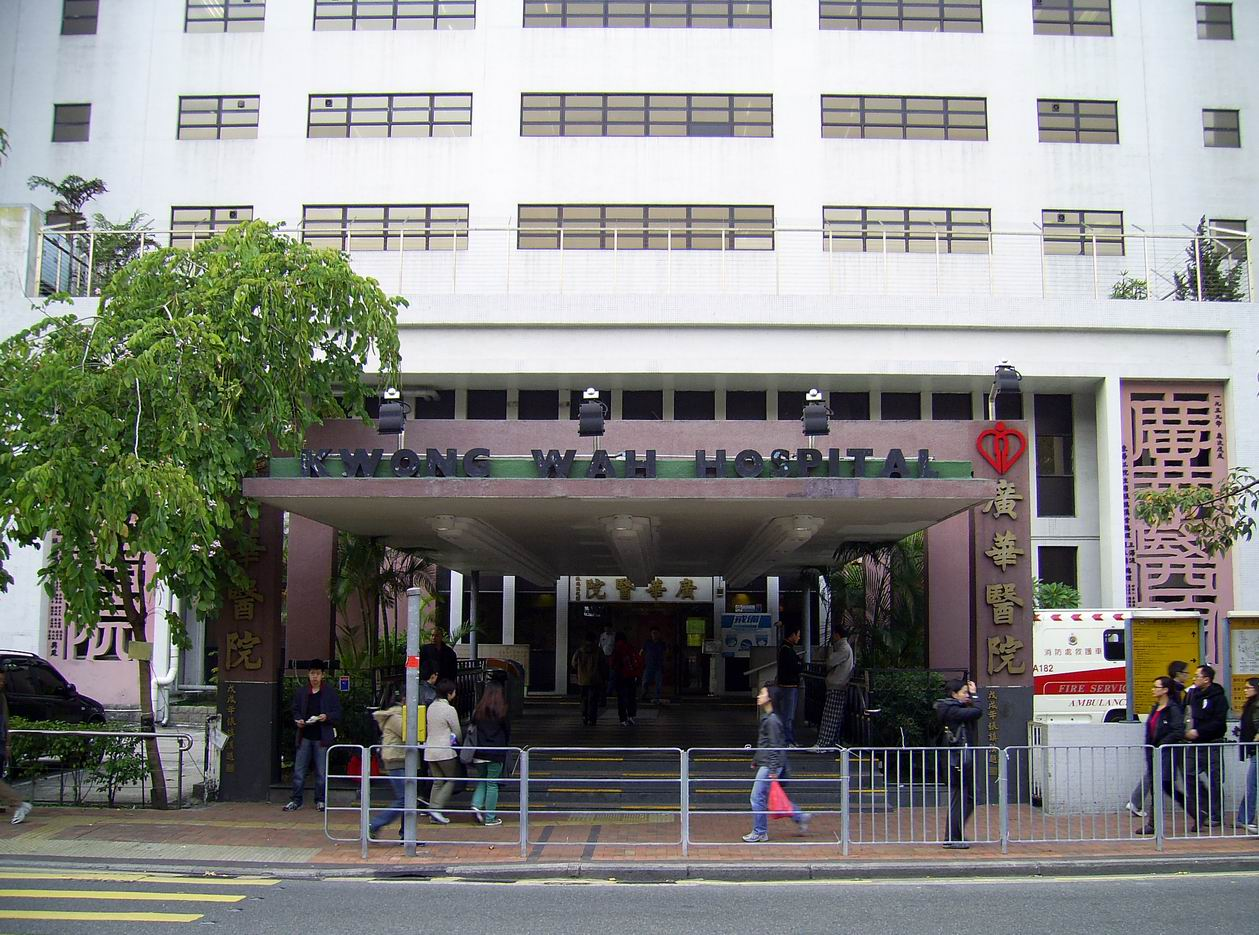
主座正門
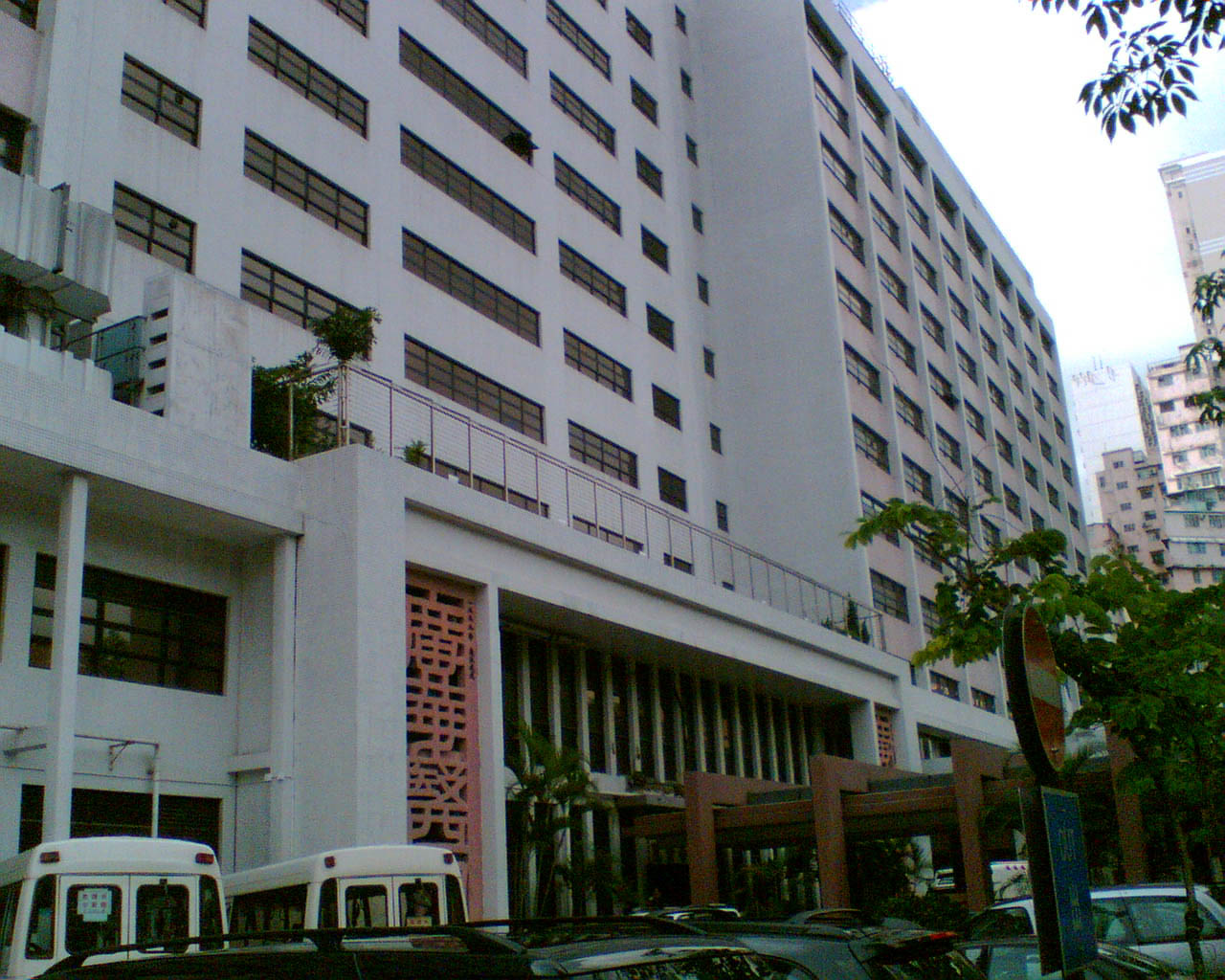
翻新後的主座大樓
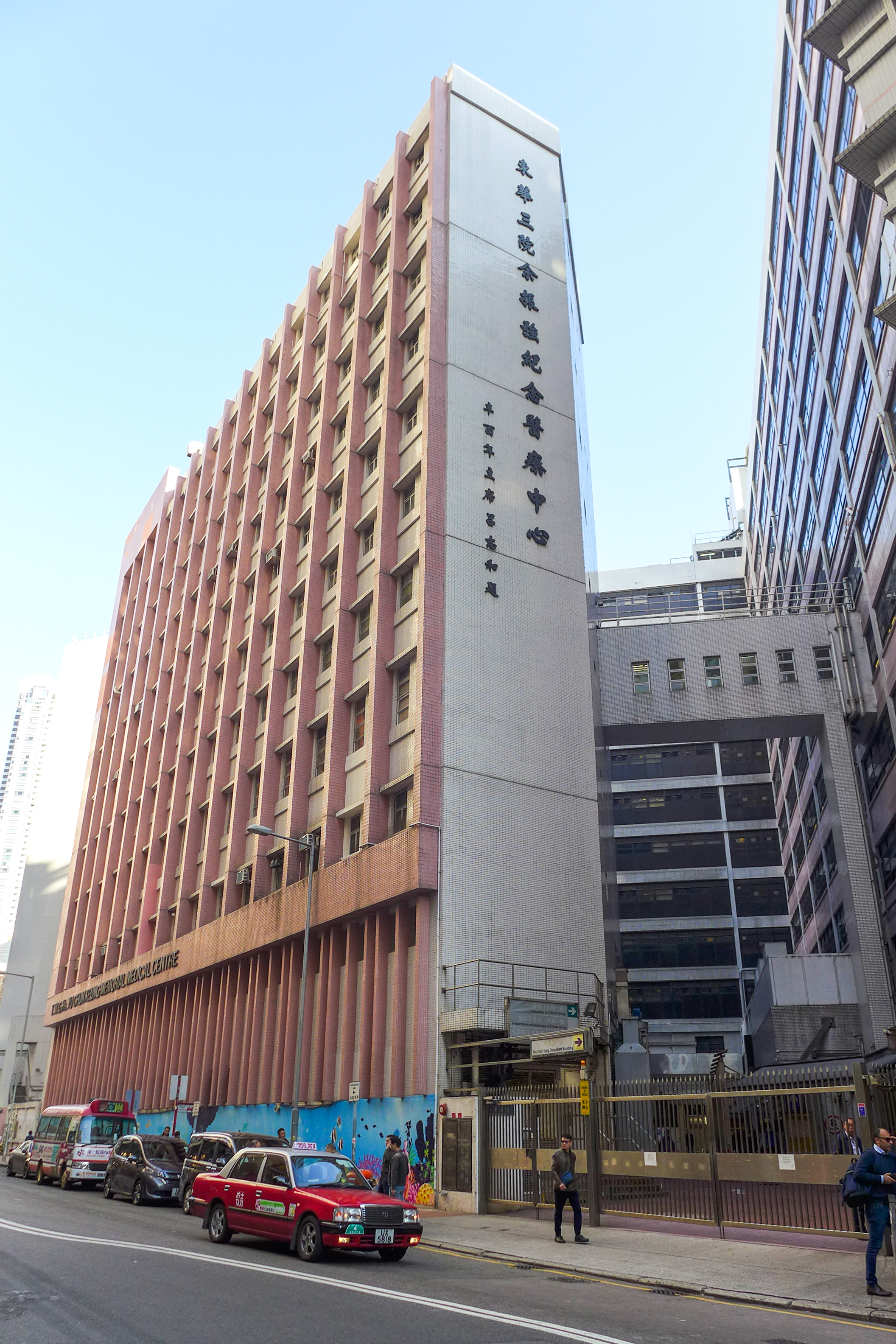
余振強紀念醫療中心
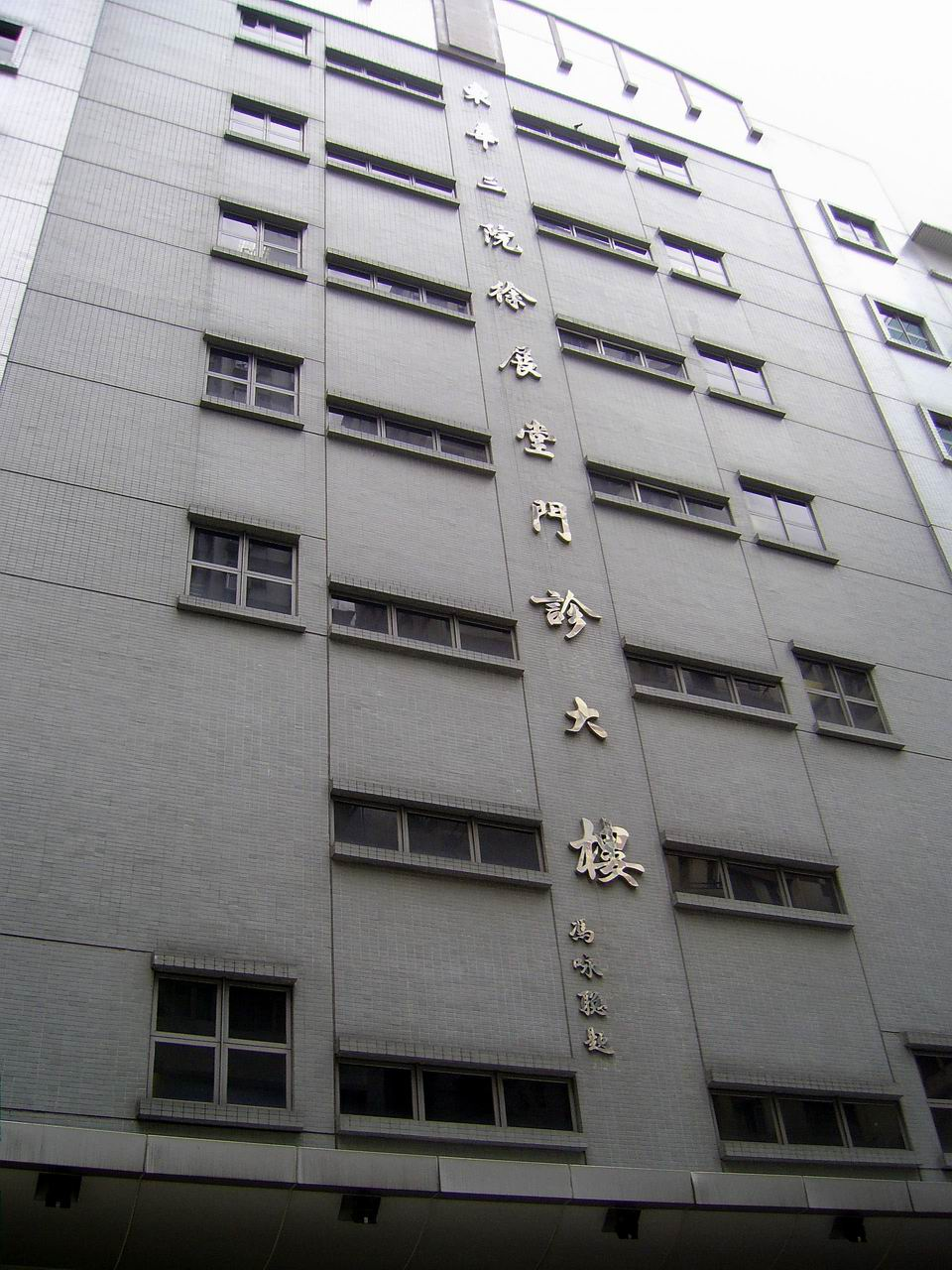
徐展堂門診大樓
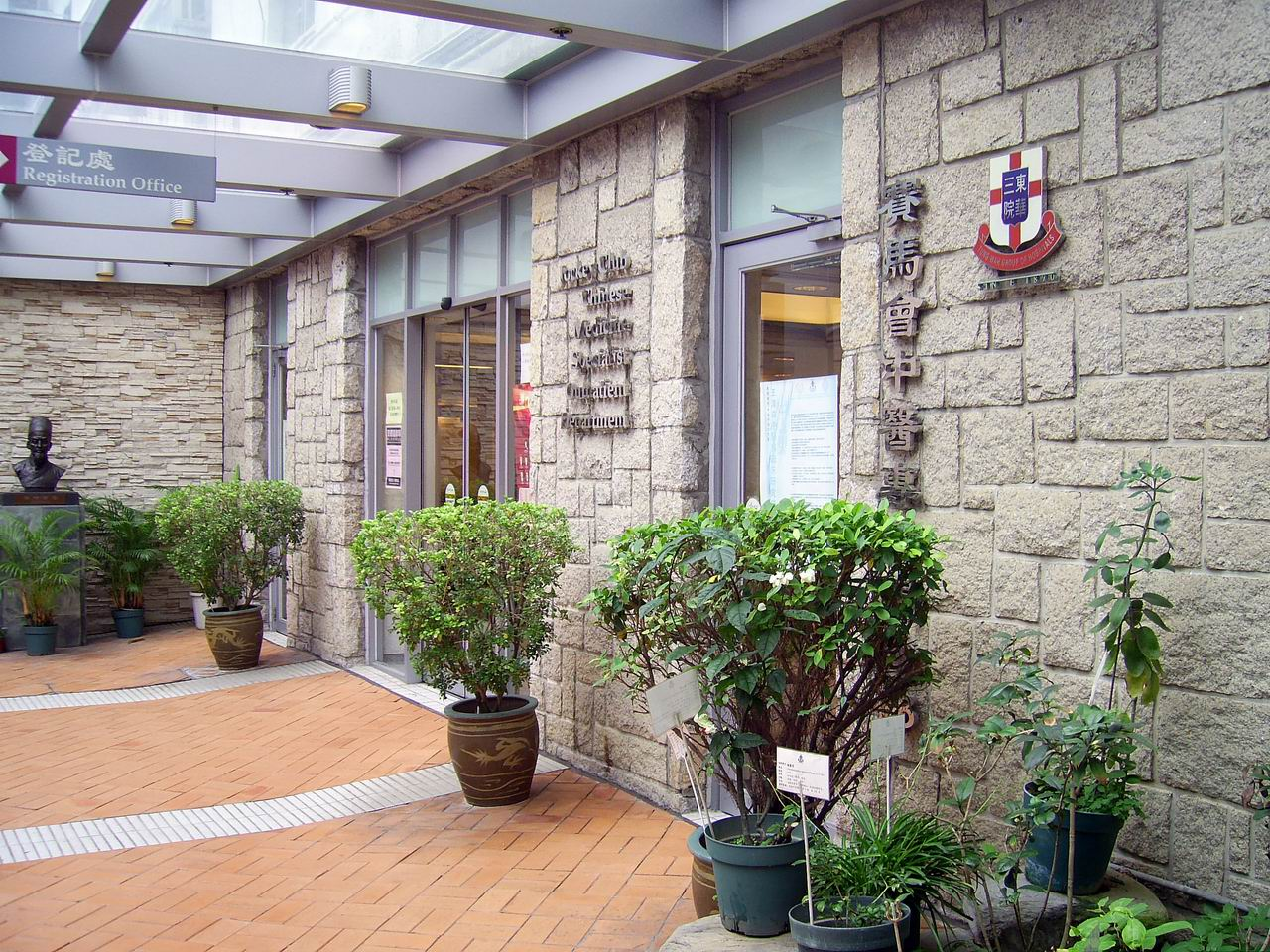
賽馬會中醫專科門診部
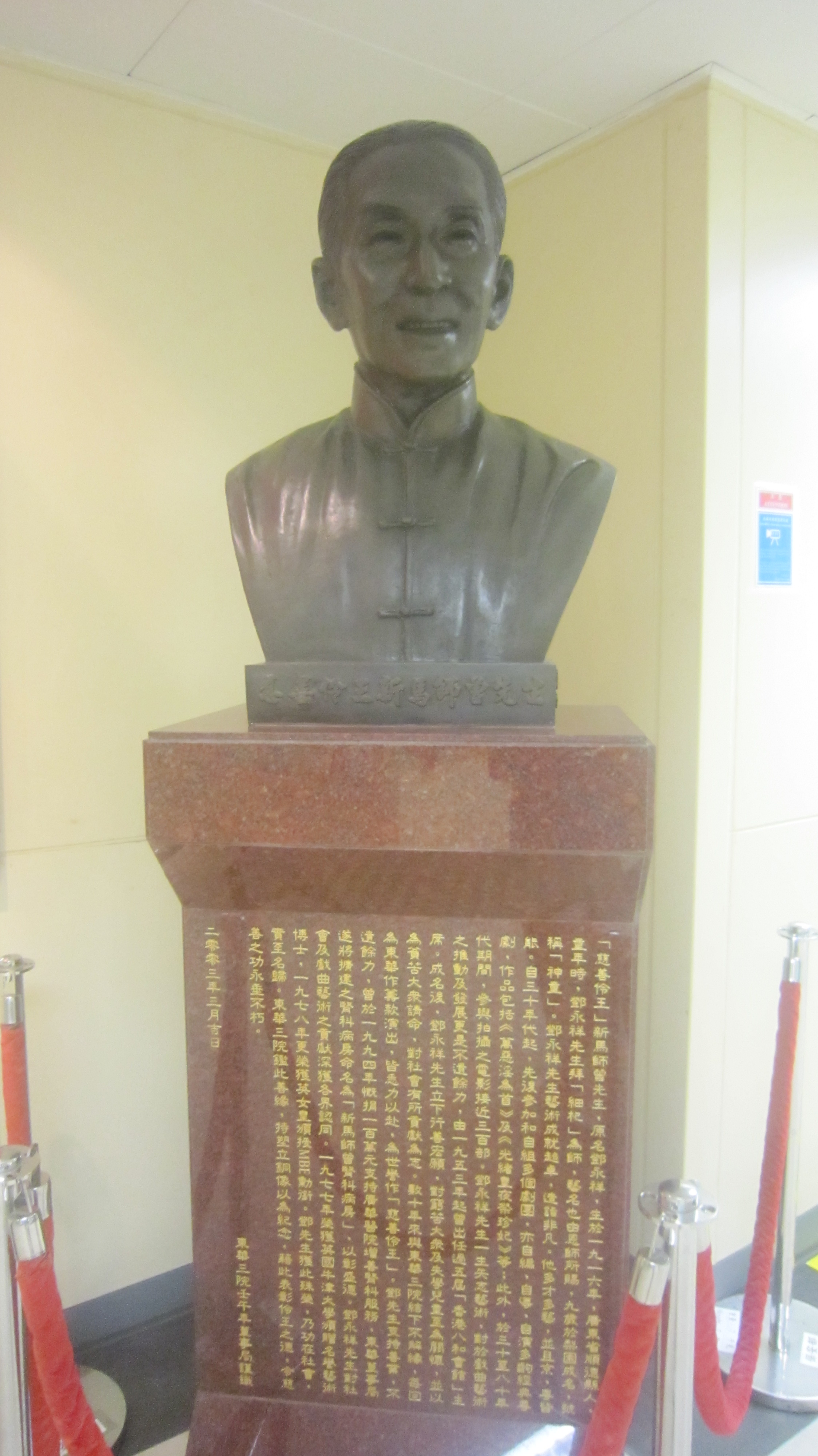
廣華醫院內的新馬師曾紀念像
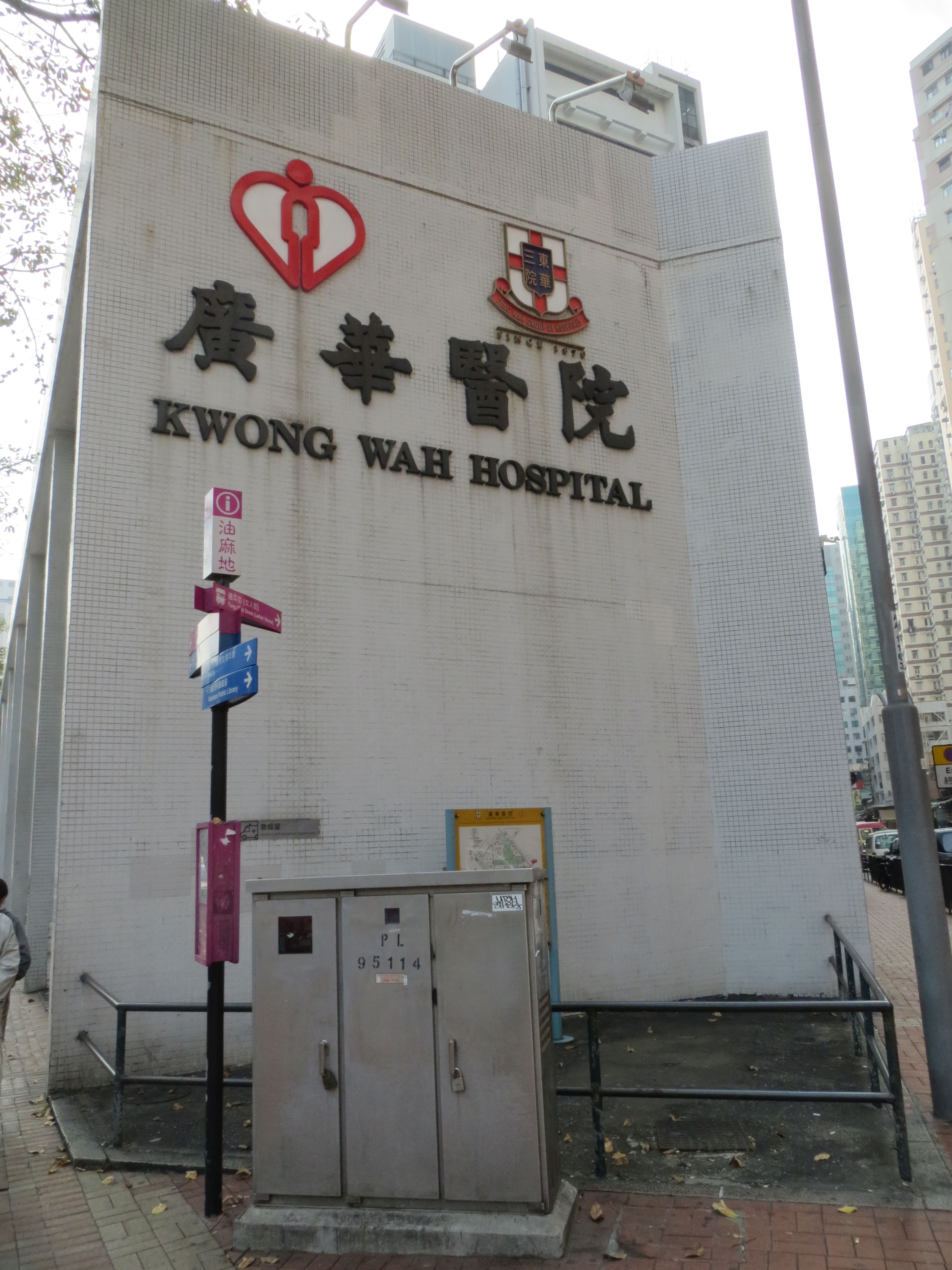
廣華醫院於窩打老道與登打士街交界的外牆

## 服務範圍
廣華醫院提供24小時急症室服務，其他服務如下：
專科
| - 心臟科 - 內分泌及糖尿科 - 腸胃肝臟科 - 老人科 - 腎科 - 內科腫瘤科 - 紓緩醫學科 - 復康科 - 呼吸系統專科 - 風濕病科 - 外科 - 泌尿外科 - 血管外科 - 乳腺外科 - 肛腸外科 - 外科 - 神經外科 - 婦產科 | - 兒科 - 骨科及創傷外骨科 - 麻醉及手術室服務 - 病理科 - 放射診斷科 | - 精神科 - 耳、鼻、喉科 - 眼科（住院病人） - 牙科（住院病人） - 腫瘤科 |

日間及專職醫療服務
| - 全科門診部 - 專科門診部 - 葯房 - 物理治療 | - 職業治療 - 醫務社會工作部 - 義肢矯形部 - 營養部 | - 足病診療 - 臨床心理服務 - 言語治療 |

社區服務
| - 社康護理 - 社區老人評估小組 | - 長者家居復康外展服務 - 華永會長者牙齒保健及治療中心 | - 婦女健康檢查 （由東華三院提供服務） - 中醫門診部 （由東華三院提供服務） |

其他服務
| - 中央消毒儀器供應室 - 電子醫療檢查組 - 內窺鏡組 | - 日間手術 - 產前診斷診所 - 深切治療部 | - 神經外科加護病房 - 老人科日間醫院 - 腎臟透析服務 |

此外，廣華醫院的殮房附設有名為「追思堂」的小禮堂供先人出殯之用。

## 嚴重急性呼吸道綜合症源頭
2003年2月21日一名廣東广州中山醫科大學（现中山大學）附屬第二醫院的退休教授劉劍倫與妻到香港參加婚禮，教授在中山醫科大學附屬第二醫院的門診診所幫忙時，亦曾診治一些嚴重急性呼吸道綜合症病人，他在同年的2月15日出現類似感冒的病徵，並自行服用抗生素。其病情一度好轉，但在數日後（2月19日）再感不適。他抵達香港後在京華酒店（京華酒店在2006年易名為九龍維景酒店）的911號房住了一晚。在酒店一天內令10位人士，包括其妹夫受感染，後來被發現為其他地方（加拿大及新加坡）爆發沙士的源頭病人。
2月22日教授因氣促、發燒及血氧飽和度（即其血液內的氧氣含量）很低，往廣華醫院急症室求診。由於教授的血氧飽和度初時很低，可能需要插管，廣華醫院急症室顧問醫生吳振華醫生決定把他送入加護病房，廣華醫院加護病房主管屈志亮醫生得知教授是從大陆到訪香港的醫生時，便指示加護病房護理人員為教授準備隔離室，因他可能有高度傳染性。屈醫生並囑咐加護病房所有同事在護理教授時戴上N95口罩、手套及穿上保護袍，正是這項指示令廣華醫院逃過一場可能發生的災難。兩星期後教授肺衰竭不治。

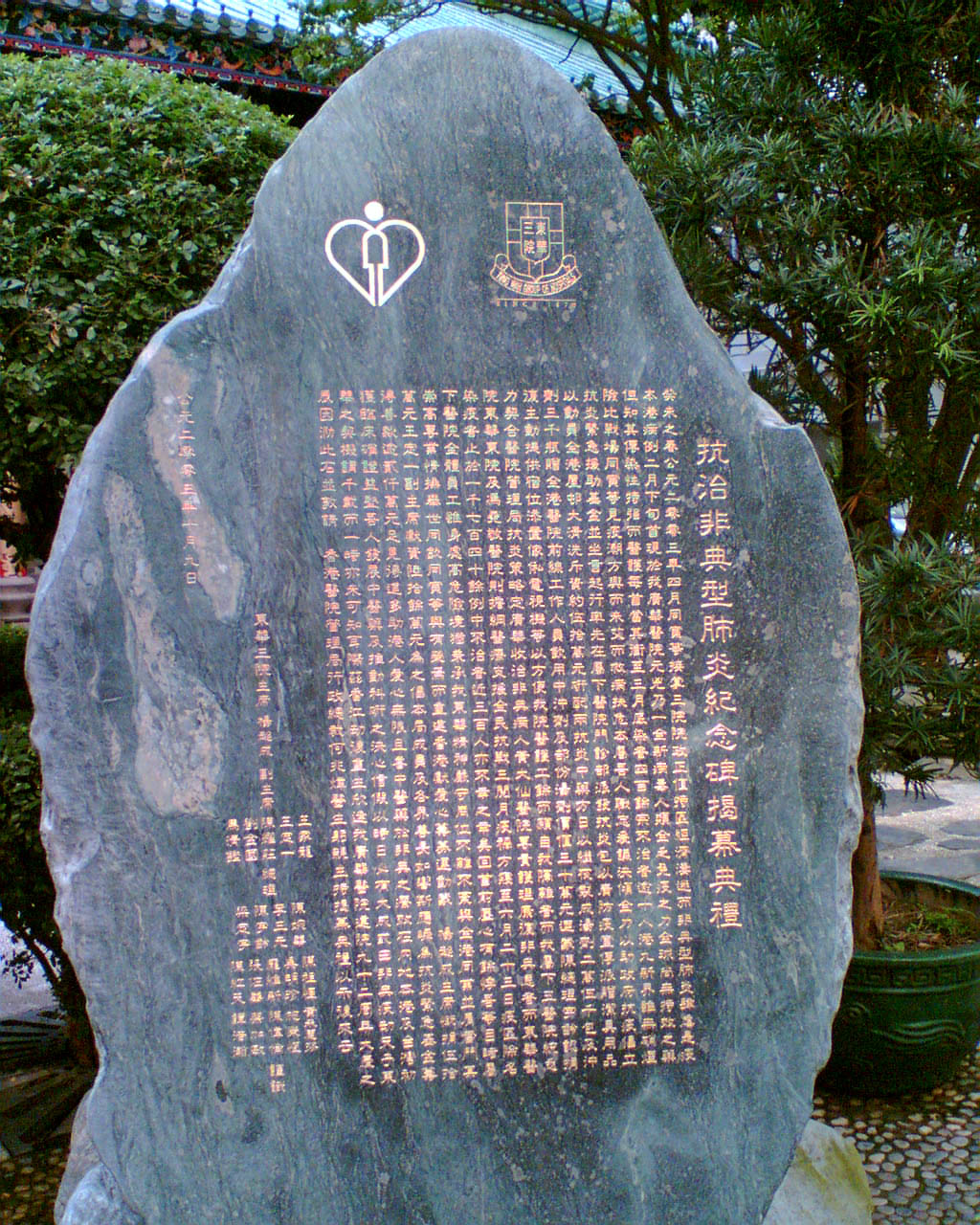
抗治非典型肺炎紀念碑
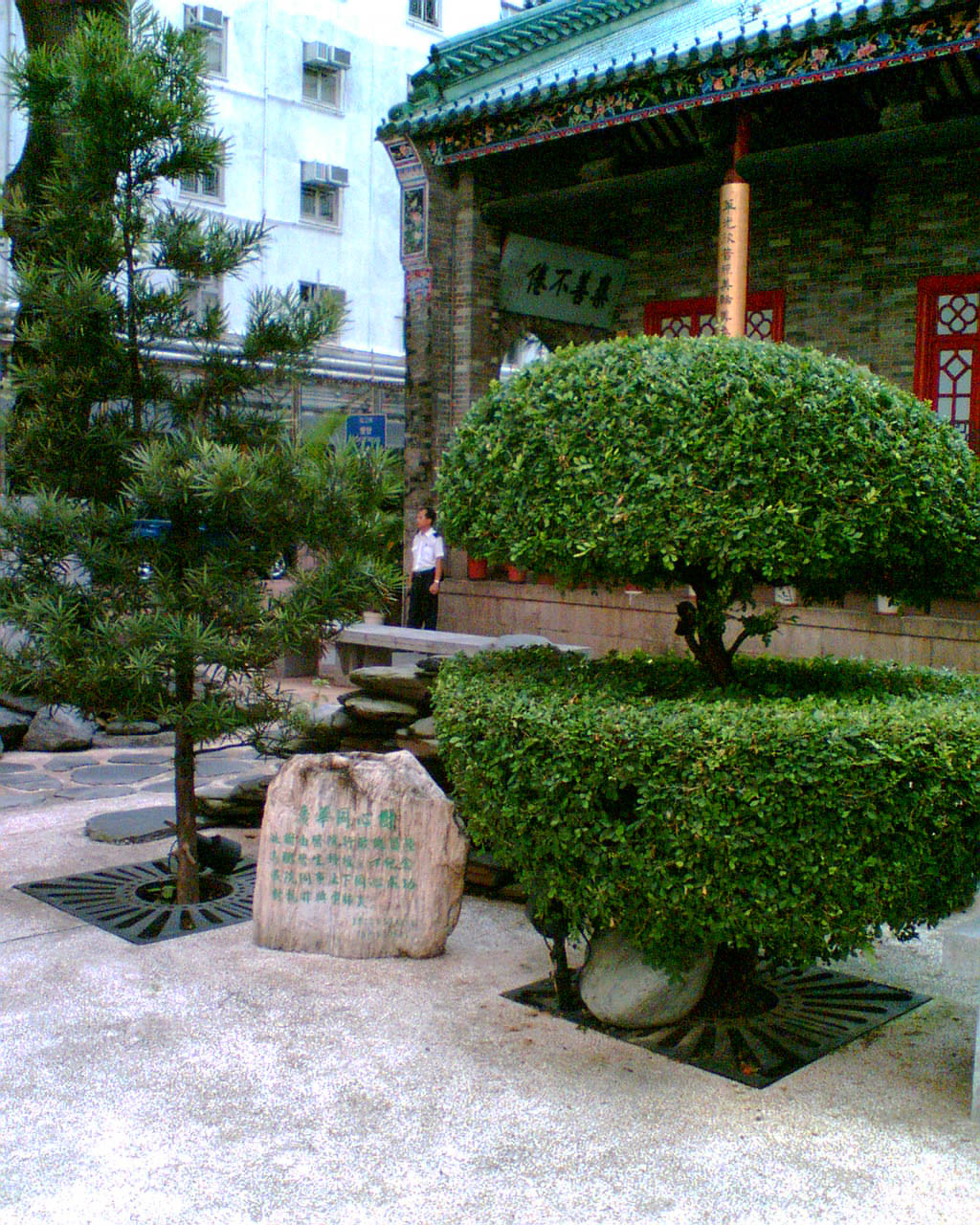
廣華同心樹

## 出生名人
自1946年香港有出生註冊紀錄至2010年，出生人口累計註冊達485.9萬，廣華佔八分一，約為63萬名嬰兒，是全港醫院之冠
- 馬英九（第12─13屆中華民國總統、中國國民黨主席、法務部長、行政院研考會主委等中華民國政府重要公職）

## 外部連結
- 廣華醫院 （页面存档备份，存于）（繁體中文）（简体中文）（英文）
- 醫管局：廣華醫院（繁體中文）
- 廣華醫院100周年慶典（繁體中文）

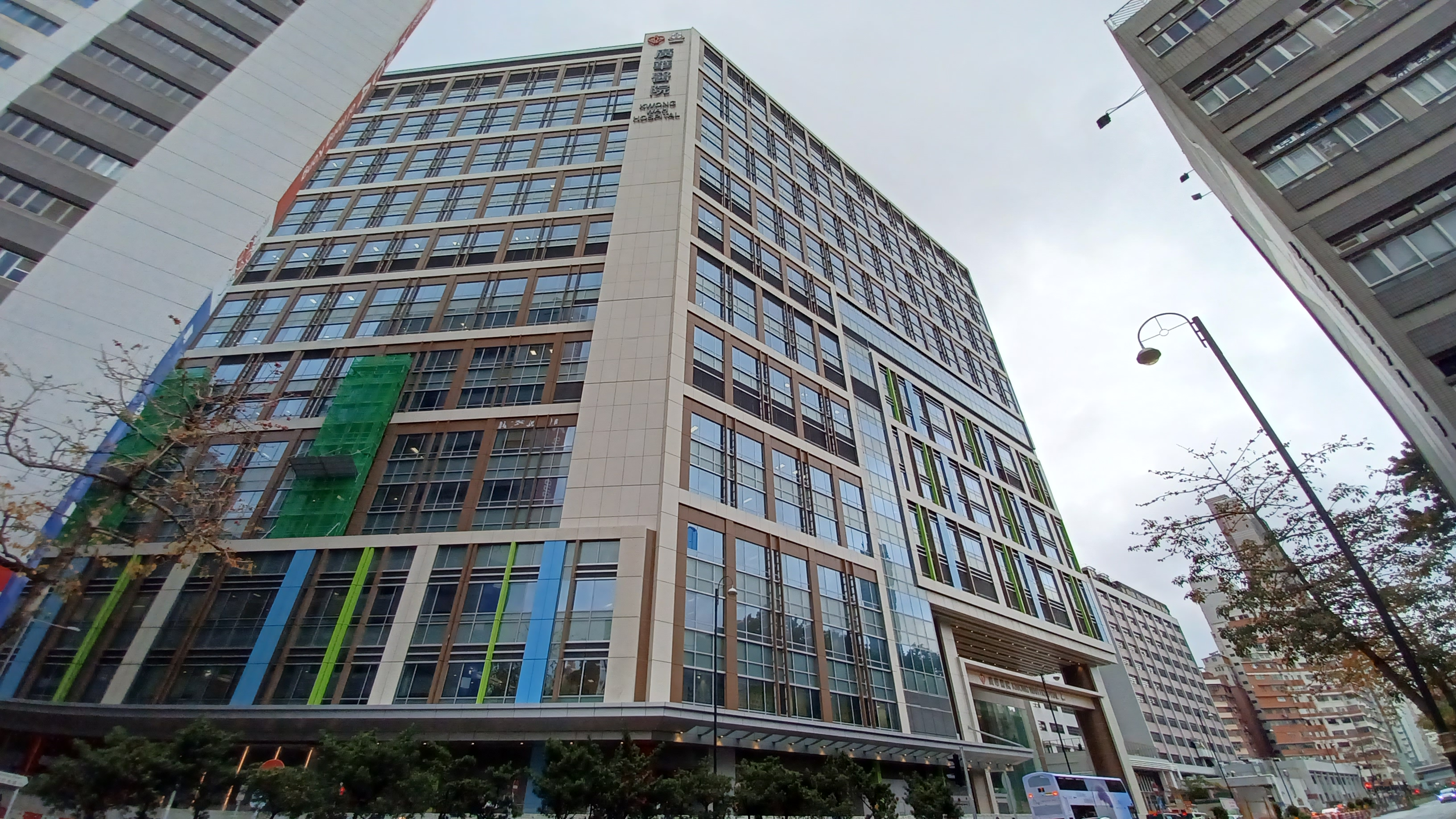
廣華醫院重建第一期大樓（2023年3月）

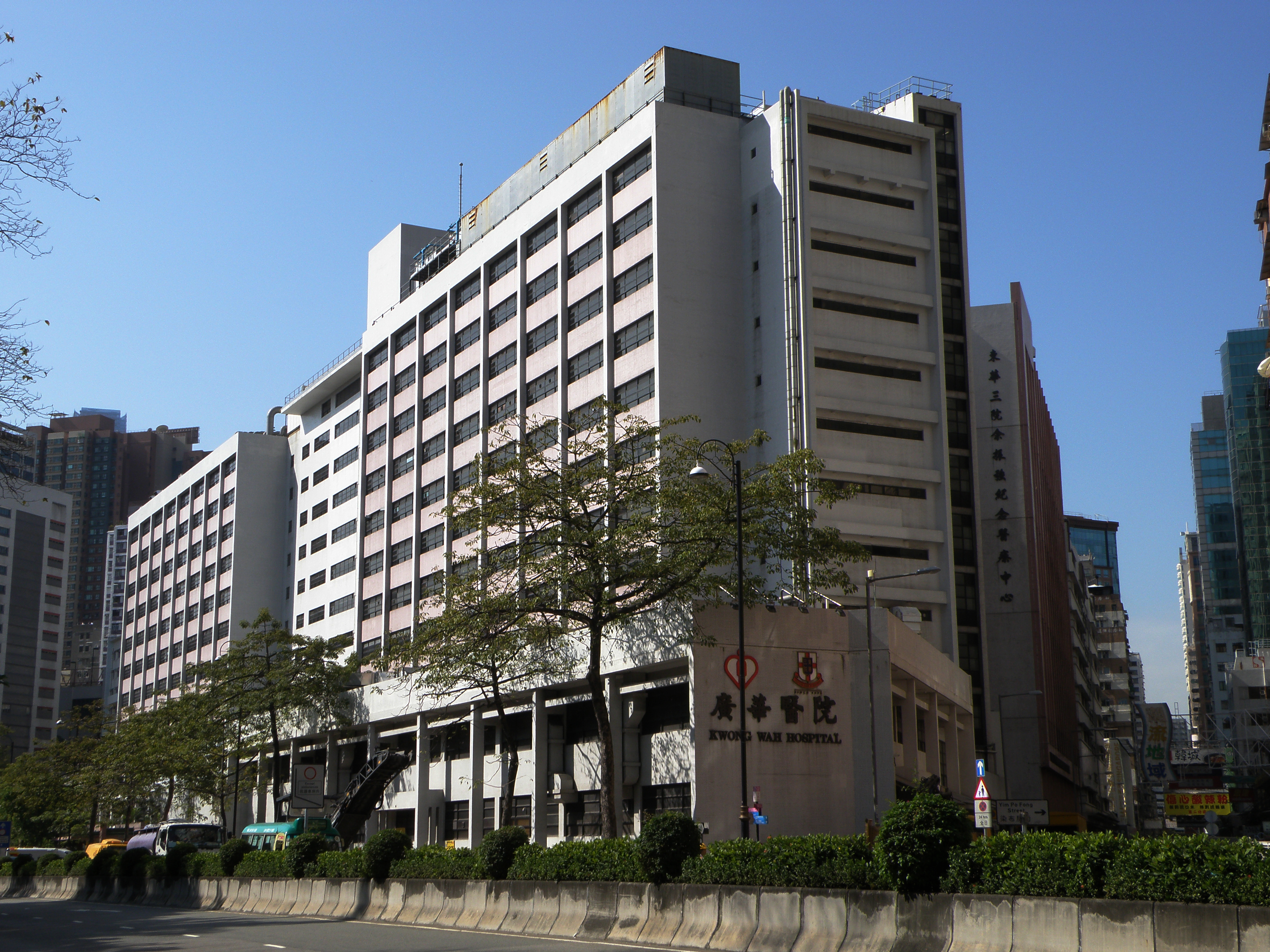
2015年的廣華醫院主座大樓東翼，圖左方為南翼，現時均已拆卸

- The Hospital Authority：Kwong Wah Hospital（英文）
- 醫管局：廣華醫院重建計劃 （页面存档备份，存于）（繁體中文）（简体中文）（英文）
- 東華三院（新聞中心：2012年3月號）：廣華醫院重建計劃 （页面存档备份，存于）（繁體中文）
- 立法會調查政府與醫院管理局對嚴重急性呼吸系統綜合症爆發的處理手法專責委員會 廣華醫院AA的個案（PDF格式） （页面存档备份，存于），香港立法會
- 香港賽馬會復康花園改善醫院氛圍 為病友提供優質醫護服務 （页面存档备份，存于），香港賽馬會